# Gorgone drusilla
Gorgone drusilla là một loài bướm đêm trong họ Noctuidae.